# 棕尾刀翅蜂鸟
，是雨燕目蜂鸟科的一种鸟类。
棕尾刀翅蜂鸟体重约7.2克，翼长约65.2毫米，嘴峰长约27毫米，喙宽度约2.3毫米，喙厚度约2毫米，跗蹠长约6毫米，尾长约40.5毫米。棕尾刀翅蜂鸟在其分布区内为留鸟，其栖息在密集的高大树木组成的森林中，食性为草食性，主要食物来源是植物的花蜜。
棕尾刀翅蜂鸟分布于哥伦比亚、委内瑞拉和厄瓜多尔东部的山区。该物种是单型物种，没有亚种分化。